# Oasis Schirmacher

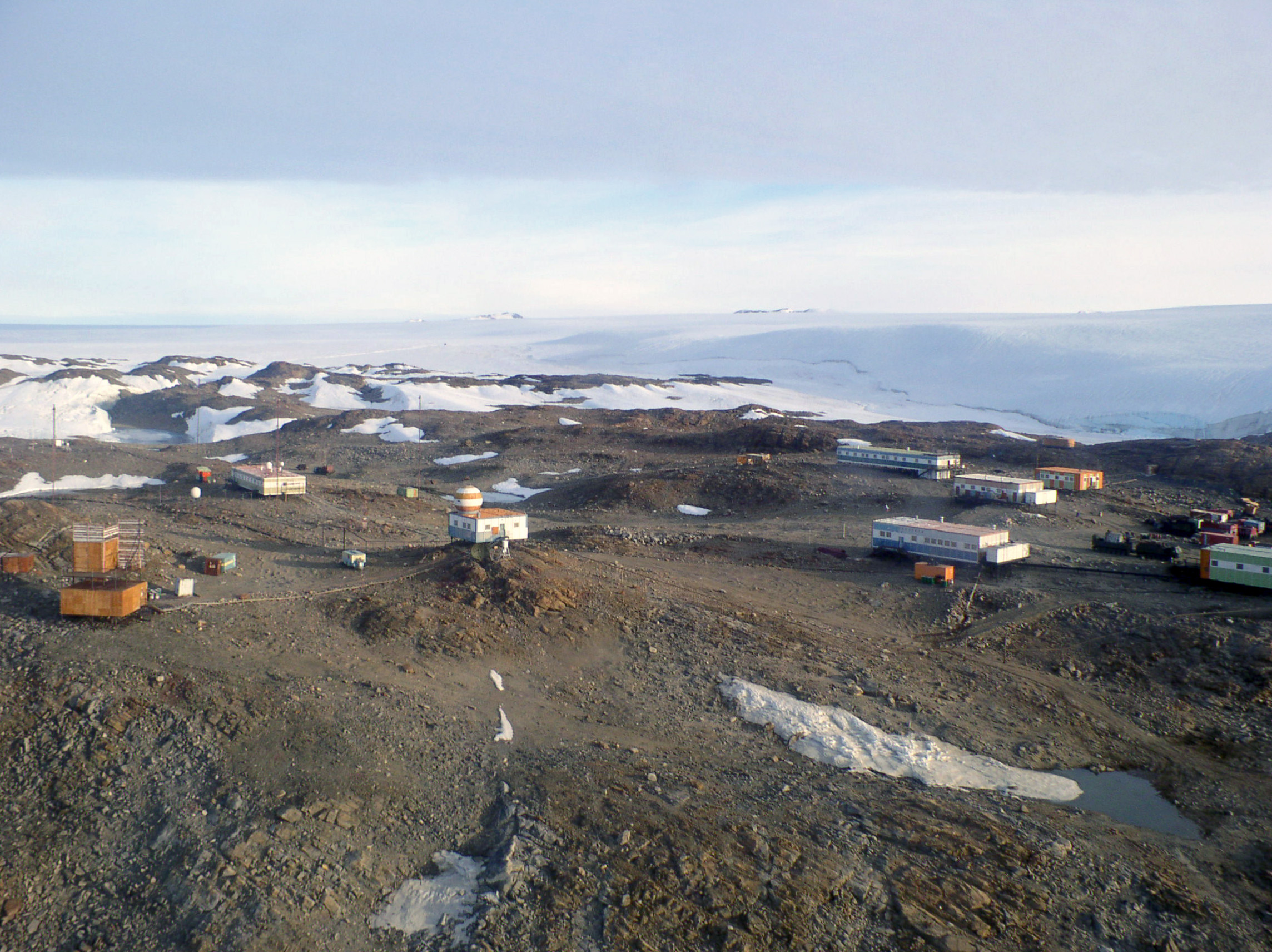
Oasis Schirmacher, en la Costa de la Princesa Astrid.

El oasis Schirmacher es una meseta libre de hielo de 25 km de largo y hasta 3 km de ancho que contiene más de cien lagos de agua dulce. Se encuentra en la zona de las colinas Schirmacher, en la Costa de la Princesa Astrid, a su vez en la Tierra de la Reina Maud en la Antártida Oriental. Su altitud media es de unos 100 metros sobre el nivel del mar. Con una superficie de 34 km², el oasis Schirmacher es uno de los oasis antárticos más pequeños, y climatológicamente es un desierto polar típico.

## Geografía
El oasis se encuentra entre el borde de la cubierta de hielo de la Antártida y la barrera de hielo Novolázarevskaya. Esta meseta de 100 metros de altitud supone una barrera a la corriente de hielo en dirección norte.
El borde septentrional del oasis contiene lagos superficialmente separados del océano en la superficie, pero que están conectados a él por debajo del hielo superficial, por lo que presentan mareas. Estos lagos contienen agua dulce o bien una capa de agua salada superpuesta por otra de agua dulce.
La capa de hielo de la Antártida, al sur del oasis Schirmacher, alcanza altitudes de 1500 m. Los nunataks Skaly Instituta Geologii Arktiki (Skaly IGA) y Basisny-Kit sobresalen de la capa de hielo.
El punto más alto del oasis Schirmacher es el Monte Rebristaya, con 228 m. El lago interior más profundo del oasis, con 34,5 m, es el lago Glubokoye, y el de mayor superficie es el lago Sub, con 0,5 km².

## Clima
El clima del oasis Schirmacher es relativamente suave para las condiciones habituales de la Antártida. La temperatura media anual es de -10,4 °C (0,9 °C en verano frente a -22 °C en invierno), la velocidad media del viento es de 9,7 m/s, la precipitación media anual es de 264,5 mm y hay 350 horas de luz al mes. Debido a su equilibrio térmico positivo, el oasis Schirmacher está clasificado como una «zona de clima costero».

## Flora y fauna
El suelo rocoso del oasis solo permite el crecimiento de una cantidad limitada de plantas poco exigentes, como los musgos y los líquenes. Los animales son raros, aunque se ven algunas especies como el págalo subantártico, el petrel antártico, el petrel nível, el paíño de Wilson y, en ocasiones, el pingüino adelaida.

## Historia
A comienzos de 1939, Alemania lanzó una expedición bajo la dirección del capitán Alfred Ritscher para explorar un área virgen de la Antártida. La expedición cartografió un área comprendida entre las latitudes 69°10’ S y 76°30’ S y entre las longitudes 11°30’ O y 20°00’ E, con una superficie total de 600 000 km² a la que llamó Neuschwabenland, o Nueva Suabia. El área fue reconocida por dos hidroplanos Dornier, Boreas y Passat, uno de los cuales bajo los mandos de Richardheinrich Schirmacher, quien el 3 de febrero de 1939 halló el oasis y el lago en su centro. Schirmacher bautizó los dos con su propio apellido.

### Base Novolázarevskaya
El 10 de marzo de 1959, la Unión Soviética montó la base de investigación Lázarev en la plataforma de hielo de la región del oasis Schirmacher. La estación fue instalada de nuevo en 1961 en el oasis y nombrada Novolázarevskaya.
En verano, hasta 70 personas viven y trabajan en la base, cifra que se reduce a una media de 30 personas. Se realizan investigaciones en ciencias naturales, en campos tales como la geodesia, la glaciología, la limnología, el geomagnetismo, la geología, la biología, la meteorología, la sismología, etc.
El 20 de diciembre de 2007, se construyó el baño ruso cerca de la estación, el único edificio de madera laminada encolada de la Antártida.

### Base Georg Forster
El 21 de abril de 1976, a unos 2 km de la base rusa Novolázarevskaya y a unos 120 msnm, la República Democrática Alemana instaló la primera base alemana en la Antártida, nombrada en 1987 como Base Georg Forster en honor al naturalista alemán Georg Forster. Durante sus 17 años de servicio, más de 100 científicos trabajaron en la base y realizaron notables contribuciones, entre las que destacan sus mediciones del agujero de la capa de ozono. La base dejó de estar activa en febrero de 1993, y en 1996 fue desmantelada.
Tras la disolución del Bloque Oriental, partes del oasis Schirmacher estaban entre las regiones más contaminadas de la Antártida. Exploradores polares del Instituto Alfred Wegener de Investigación Polar y Marina de Bremerhaven y del Instituto de Investigación Ártica y Antártica de San Petersburgo se deshicieron de 1016 toneladas de chatarra y otros residuos de la base alemana y de la cercana base rusa Novolázarevskaya.
El sitio de la antigua base está marcado por una placa de bronce. Está clasificado como sitio histórico de la Antártida (SMH 87) a propuesta de Alemania a la Reunión Consultiva del Tratado Antártico.

### Base Maitri
En 1981, la India lanzó su programa antártico. En 1983, se instaló la Base Dakshin Gangotri en la plataforma de hielo, a unos 90 km del oasis Schirmacher, pero fue abandonada en 1989 debido a la excesiva acumulación de nieve. En 1988, se instaló la Base Maitri en el oasis Schirmacher, a unos 5 km de la Base Novolázarevskaya.
Maitri cuenta con una estación meteorológica y un observatorio geomagnético y sismológico, y puede albergar a unos 26 científicos y técnicos.